# 下級生
《下級生》（下級生）是élf於1996年6月7日發售的戀愛模擬類型成人遊戲，1997年4月25日發售Sega Saturn版。改編的電視動畫共13集，另外也還陸續發售OVA、小說、CD等相關作品。

## 歷史
- 1996年6月7日 － PC9801版發售。
- 1997年4月25日 － Sega Saturn版發售。[1]
- 1997年11月24日 － OVA發售。
- 1998年2月13日至7月24日 － 廣播劇CD。發售。[2][3]
- 1998年6月26日 － Windows 95版發售。
- 1998年7月24日 － 《下級生 SCREEN SAVER COLLECTION》發售。[4]
- 1999年7月1日 － 電視動畫版《下級生》開始播放。
- 2000年6月23日 － Macintosh版發售。[5]
- 2008年7月25日 － 支援Windows Vista的《下級生 原創復刻版》（下級生 オリジナル復刻版）在DMM.com數位分發，使用PC9801版劇本與Windows 95（Win）版CG，並依軟倫規定在CG加馬賽克[6]。在此之前各版本的CG，均無畫陰毛與陰唇，故均無馬賽克。

## 概要
本作品描述主角健太郎（けんたろう）與以結城瑞穗為首的女主角們之間的戀愛故事，酌取和《同級生》相同類型的基本劇情與地圖移動式冒險的系統，遊戲內時間設定為1年，嘗試描寫出關係慢慢加深的愛情之作品。本作品與《同級生》最大的差異點在於，依照持有金額的多寡，能夠比對談或約會所持金次第更容易提升女主角的好感度；但是也可能造成因此無法發生事件，並不方便使用。本作品標題雖然為《下級生》，不過登場人物中的下級生並不多；這點與《同級生》裡只有少數同級生一樣。

## 登場角色
配音員只有SS版、OVA、電視動畫、廣播劇CD有公開，PC版因為倫理問題而全部未公開。配音員的順序是日本、臺灣，單獨列出者為日本。

### 主要角色
健太郎（遊戲預設）、長瀨徹（OVA、廣播劇CD）（聲：千葉進步（OVA）、上田祐司（廣播劇CD））
電視動畫：山口剛（聲：遠近孝一、符爽）
本作的男主角，卯月學園3年C組學生。雖然好女色且擅長打架而被學校視為包袱，但是因為嫉惡如仇的個性私底下受到好評。課業不佳，不過思考靈敏。獨自一人住在學生宿舍。在叔父兼監護人的土下座喫茶店老闆底下，以時薪400元日幣打工。擅長操作電腦，也是馬口鐵玩具的蒐集家。有懼高症。OVA和電視動畫的角色設定是不同人。OVA的長瀨徹是個俊俏的少年，寄住在結城瑞穂的家裡；電視動畫的山口剛則是看不出擅長打架的一面，被設計成不太可靠的感覺。
結城瑞穗（聲：茶山莉子、傅其慧）
年齡：17歳　身長：158cm　三圍：82/59/87（cm）血型：O　生日：6月12日
卯月學園3年C組學生，網球部的部員。學業、體育兼優。
神山美子（聲：柳原美和）
年齡：17歳　身長：156cm　三圍：80/60/89（cm）血型：A　生日：1月18日
卯月學園3年B組學生，勾小指神社（指切り神社）神主的女兒，瑞穗的朋友。
新藤麗子（聲：永瀨江美彌）
年齡：17歳　身長：162cm　三圍：84/58/88（cm）血型：AB　生日：11月14日
卯月學園3年C組學生，卯月鎮大地主的大小姐。對人都是高傲態度而導致沒有朋友。
加納涼子（聲：荒井靜香）
年齡：17歳　身長：162cm　三圍：85/60/90（cm）血型：B　生日：8月11日
卯月學園3年C組學生，美術部的部員。性格沉默寡言，對藝術以外的事物不感興趣。
橘真由美（聲：星野千壽子、姚敏敏）
年齡：17歳　身長：156cm　三圍：83/58/87（cm）血型：B　生日：9月28日
卯月學園3年C組學生。性觀念開放，常與不同男性來往。
南里愛（聲：三五美奈子、謝佼娟）
年齡：16歳　身長：153cm　三圍：80/59/85（cm）血型：A　生日：12月1日
卯月學園2年A組學生。暗戀男主角，但因為生性害羞而遲遲不敢告白。和美雪是從1年級認識的朋友。
飯島美雪（聲：園崎未惠、傅其慧）
年齡：16歳　身長：157cm　三圍：81/59/88（cm）血型：O　生日：7月8日
卯月學園2年B組學生。田徑部的部員。和愛是從1年級認識的朋友。對男主角反感。
皆川奈奈（聲：小池かの子）
年齡：15歳　身長：153cm　三圍：78/59/87（cm）血型：A　生日：5月1日
卯月學園1年A組學生，網球部的部員，對緹姆一見鍾情。希望未來能成為職業網球選手，並夢想能與王子結婚。
持田真步子（聲：內川藍維）
年齡：16歳　身長：156cm　三圍：82/60/88（cm）血型：A　生日：10月20日
葉月學園2年級學生，網球部的部員。卡特蘭花店（カトレア）的打工店員。
山下美夏（聲：梶村泰子）
年齡：不明　身長：157cm　三圍：84/59/90（cm）血型：O　生日：10月3日
音樂大學的學生，土下座的打工店員。為了籌措學費，晚上會到夜店打工。
綠谷麻紀（聲：松下美由紀）
年齡：不明　身長：154cm　三圍：83/61/89（cm）血型：A　生日：2月20日
江戸前魚店老闆的女兒。短期大學畢業後就繼承經營魚店。
三月静香（聲：雪繪玲那）
年齡：不明　身長：159cm　三圍：84/58/88（cm）血型：AB　生日：2月21日
卯月學園的保健老師和學生宿舍的管理員，男主角的班級老師。
緹娜（聲：西原久美子）
年齡：不明　身長：160cm　三圍：85/59/89（cm）血型：不明　生日：不明
卯月學園3年C組的轉學生，男主角的同學，自稱是南國的公主。身體會漂浮在空中，自稱這是生病的關係。

### 其他角色
後藤稔（聲：真殿光昭）
卯月學園3年C組學生，男主角的朋友，暗戀美夏。
佐竹晴彥（聲：大川透）
卯月學園3年C組學生，網球部的部員。家境富裕僅次於麗子。
高田慎二（聲：宮田始典）
卯月學園3年C組學生。
緹姆（聲：笹沼晃）
卯月學園3年C組的轉學生，緹娜的雙胞胎弟弟。雖然相當受到女孩子喜愛但對戀愛毫無興趣，而且不知為何視男主角為敵人。
土下座老闆（聲：河合義雄）
男主角的叔叔兼監護人，對美雪一見鍾情。
勾小指神社神主（聲：緒方賢一）
勾小指神社的神主，美子的父親。
定岡（聲：玄田哲章）
麗子的保鏢，絕對服從麗子。

本名不詳。身穿水手服，頭戴白色女內褲的大叔。SS版因為倫理問題而改成おまかせおじさん。
卡特蘭店長（聲：堀內賢雄）
電視動畫版的原創角色。
海之家老闆（聲：松本大）
電視動畫版的原創角色，登場於真步子初登場時，長相近似遊戲版的「大中小」古董店老闆。

## 工作人員
- 劇本：蛭田昌人
- 人物設計、原畫：門井亞矢

門井亞矢以畫《美少女戰士》同人誌被élf發掘，本作品是她第一個擔任人物設計與原畫的遊戲軟體。

## OVA
是由Pink Pineapple發售。全4話，第4話分為一般版與15禁版。另外在標題上添加是因為先前Pink Pineapple在1995年時為了接續《同級生》OVA版（同級生 夏の終わりに）而先自行發售《下級生 MY PRETTY CLASS STUDENT》OVA系列的緣故，該作內容與本作毫無任何關連性。以主角長瀨徹和女主角結城瑞穗與神山美子為中心進行故事，加上南里愛、佐竹晴彥等人。雖然有「主角被趕出宿舍」的OVA版獨自設定，不過卯月學園、勾小指神社、花園游泳池、世界一公園、保齡球場、土下座喫茶店、卡特蘭花店等的舞台設定幾乎是忠於遊戲原作。

### 主題歌
- 片頭曲：

作詞：松本花奈／作曲・編曲：谷本真規／歌：安達まり
- 片尾曲（1-3話）：

作詞：松本花奈／作曲・編曲：浅井真／歌：茶山莉子
- 片尾曲（4話）：（Angel）

作詞：Lou／作曲：前田克樹／編曲：松浦晃久／歌：茶山莉子

### VHS/LD各卷標題
- 第1卷（郵購：1997年11月24日、一般市場發售：1998年1月23日）
- 第2卷（郵購：1998年1月23日、一般市場發售：1998年3月27日）
- 第3卷（郵購：1998年3月27日、一般市場發售：1998年5月29日）
- 第4卷（一般版、郵購：1998年6月26日、一般市場發售：1998年8月21日）
- 第4卷（15禁版、郵購：1998年6月26日、一般市場發售：1998年9月25日）

### 工作人員
- 企劃：亂交太郎[8]
- 製作人：大宮三郎
- 監督、腳本：鹿島典夫
- 監督人：Dr.POCHI
- 人物設定・總作畫監督：渡邊真由美
- 美術監督：古谷彰
- 撮影監督：安津畑隆
- 音樂：CUE
- 音樂製作人：矢部敦志
- 音響監督：飯塚康一
- 動畫製作：
- 製作：Pink Pineapple

### 電視播放
在1998年7月到8月播放，《同級生2》的後續節目，部分編輯後在9月時作為UHF動畫於深夜時間帶進行電視播放。與原版的不同點在於瑞穗等人在OP中裸泳的鏡頭被其他畫面取代掉，以及為了配合電視放送時間長度而將本篇故事稍微刪去一些，增加了簡單的過場，次回預告用聲音是重新錄音的。故事本篇並沒有太大的剪輯，第2話剛開始神山美子的跌倒鏡頭、與第3話的精彩場景等皆原封不動，第4話則是一般版而非15禁版。

## 電視動畫
電視動畫版《下級生》在日本全國獨立UHF放送協議會各家電視台，自1999年7月1日播映至9月23日，全13話（日期是SUN電視台的內容，依電視台不同而會有出入）。不是OVA版的續篇。劇情重新回歸到3年級的4月重新開始故事，敘述在OVA版沒有仔細描寫到的與女主角們之間的關係。另外為了避免與OVA版的主角重疊而更換人物。描寫主角山口剛和女主角南里愛與飯島美雪的關係，並交錯展開與持田真歩子、加納涼子、神山美子、新藤麗子等人的插曲。在TVA版比主角年幼的南里愛、飯島美雪、持田真步子的登場次數變多，就這點而言成為真正的「下級生」。因為是公開播出，裸露部分比OVA版節制許多，不過在DVD/VHS版追加了放送時沒有的殺必死片段。其他的不同點有：唱ED主題曲的所演出的「下級生專欄」未收錄在DVD/VHS版，的真人影片ED（DVD/VHS版則改成動畫）等。臺灣由中視和衛視中文台播放。

### 主題歌
- 片頭曲：Every Brand-new Day

作詞：藤林聖子／作曲：／編曲：高橋一之／歌：
- 片尾曲（1-12話）：Girl's be UP!

作詞：山崎明子／作曲：pap_lu／編曲：岩室晶子／歌：あっぷ^2（菊地由美・古山きみこ・松来未祐・森田早櫻・崎谷芙由美・中野知美・AKIKO・浅木舞・東里・瑞原希）
- 片尾曲（13話）：

作詞：／作曲：藤木和人／編曲：東純二／歌：Pure'（安達まり・茶山莉子・柳原みわ）
- 片尾曲（番外編）：

作詞：中山加奈子／作曲：大藤史／編曲：東純二／歌：菊地由美

### 各話列表
2000年3月24日發售的VHS/DVD版「下級生director's cut第7巻」裡，收錄了第13話與番外篇。OVA和電視播放時沒有出現的緹娜、緹姆、緑谷麻紀在番外篇登場。
| 話數 | 中文標題           | 日文標題 | 劇本     | 分鏡         | 演出         | 作畫監督          |
| ---- | ------------------ | -------- | -------- | ------------ | ------------ | ----------------- |
| 1    | 淘氣的春風         |          | 柳川茂   | ふくもとかん | 下司泰弘     | 青田典之          |
| 2    | 櫻花色的心跳       |          | 吉岡孝夫 | 岡崎幸男     | 岡崎幸男     | 廣田知子          |
| 3    | 少女的夢           |          | 柳川茂   | 杜野幼青     | 雄谷将仁     | 丸英男            |
| 4    | 雨雲的另一端       |          | 吉岡孝夫 | 日色如夏     | 上野史博     | 石本英治          |
| 5    | 海風的邂逅         |          | 吉岡孝夫 | 日下部光雄   | 日下部光雄   | 佐藤多恵子        |
| 6    | 將感謝訴諸於滿天星 |          | 柳川茂   | 木宮茂       | 木宮茂       | 廣田知子          |
| 7    | 逝去的夏日         |          | 吉岡孝夫 | 影山楙倫     | ふくもとかん | 大塚亨            |
| 8    | 任性的秋櫻         |          | 柳川茂   | 日色如夏     | 上野史博     | 石本英治          |
| 9    | 擦肩而過的落葉     |          | 吉岡孝夫 | 宇田鋼之介   | 下司泰弘     | 石原恵 渡邊真由美 |
| 10   | 冬天的預感         |          | 吉岡孝夫 | 山崎茂       | 横山廣實     | 廣田知子          |
| 11   | 降雪的夜晚         |          | 吉岡孝夫 | 日下部光雄   | 日下部光雄   | 佐藤多恵子        |
| 12   | 冬日搖擺的小樹林   |          | 吉岡孝夫 | 日色如夏     | 上野史博     | 石本英治          |
| 13   | 春風二度           |          | 吉岡孝夫 | 菊池一仁     | 牛草健       | 渡邊真由美        |

### 工作人員
- 總製作人：亂交太郎[12]
- 製作人：大宮三郎
- 監督：鹿島典夫
- 腳本：柳川茂、吉岡孝夫
- 監督人：Dr.POCHI
- 人物設計・總作畫監督：渡邊真由美
- 美術監修：小林七郎
- 音樂：五十嵐洋、道祖尾昌章、米光亮、CUE、轟太郎
- 音樂製作人：横山光則
- 撮影監督：白井久男
- 音響監督：飯塚康一
- 動畫制作：PP Project
- 製作：Pink Pineapple

## 相關商品
小說
- 下級生 Spring has come. 〜一学期。〜（ISBN 978-4877091347 作者：飯野文彦 插畫：飛田慧、美樹沙恵 出版社:KSS 發售日：1997年4月1日）
- 下級生 A Midsummer Night's Dream. 〜夏休み。〜（ISBN 978-4877091569 作者：飯野文彦 插畫：富田美雪 出版社:KSS 發售日：1997年8月19日）

CD
- 下級生 好きといえたら・・・（歌曲專輯 發售日：1997年9月26日）
- エルフ版 下級生 Melody（歌曲專輯 發售日：1998年1月23日）
- 下級生 アニメーション・サウンドトラック（電視動畫原聲帶 發售日：1999年9月22日）

廣播劇CD
- エルフ版 下級生 Radio Avenue　Vol.1　第1話（發售日：1998年2月13日）
- エルフ版 下級生 Radio Avenue　Vol.2　第2話（發售日：1998年3月27日）
- エルフ版 下級生 Radio Avenue　Vol.3　第3話（發售日：1998年4月24日）
- エルフ版 下級生 Radio Avenue　Vol.4　第4話（發售日：1998年5月29日）
- エルフ版 下級生 Radio Avenue　Vol.5　第5話（發售日：1998年6月26日）
- エルフ版 下級生 Radio Avenue　Vol.6　第6話（發售日：1998年7月24日）

書籍
- 下級生完全ガイド（遊戲攻略本 ISBN 978-4886411464 出版社: 辰巳出版 發售日：1996年10月）
- エルフ版 下級生 あなただけを見つめて…（OVA設定集 ISBN 978-4877092849 出版社：KSS 發售日：1998年11月）
- 下級生（電視動畫設定集 ISBN 978-4877094744 出版社：KSS 發售日：2000年7月）

## 外部連結
- 《elf版 下級生》官方網頁（有年齡限制）（日語）
- 《下級生》電視動畫版官方網頁（日語）
- http://www.uzuki.ac/（页面存档备份，存于）- 下級生系列 fan site（日語）